# Thomas Hill (atleta)
Thomas Lionel Hill, detto Tom (New Orleans, 17 novembre 1949), è un ex ostacolista statunitense, che ha gareggiato principalmente nei 110 metri ostacoli.

## Biografia
Hill è stato uno dei migliori ostacolisti del mondo all'inizio degli anni '70 ed era classificato come numero uno al mondo in questa disciplina nel 1970. Era nella copertina del giugno 1970 della rivista specializzata Track and Field News.
Ha gareggiato per gli Stati Uniti ai Giochi olimpici del 1972 tenutisi a Monaco di Baviera, in Germania Ovest, durante le quali ha vinto la medaglia di bronzo nei 110 metri ostacoli.
Dopo il ritiro dall'attività agonistica, Hill si è dedicato alla carriera di consigliere e dirigente tecnico di atletica leggera in alcune università statunitensi.
Suo figlio Thomas è stato un giocatore di basket del circuito NCAA degli Stati Uniti.